# Bonfire (box set)
A Bonfire box set az ausztrál AC/DC együttes 1997 novemberében megjelent 5-lemezes válogatása. A díszdobozos kiadás a zenekar korábbi énekesének, az 1980-ban elhunyt Bon Scottnak állít emléket.
Tartalmazza az Atlantic Records New York-i stúdiójában 1977-ben rögzített fellépést, a Let There Be Rock c. koncertfilm hanganyagát két cd-n, néhány korai kiadatlan dalt Volts címen, továbbá az 1980-as Back in Black c. album remasterelt változatát.

## Számlisták
- Live from the Atlantic Studios (1977)

1. Live Wire
2. Problem Child
3. High Voltage
4. Hell Ain't a Bad Place to Be
5. Dog Eat Dog
6. The Jack
7. Whole Lotta Rosie
8. Rocker

- Let There Be Rock: The Movie - Live in Paris CD 1

1. Live Wire
2. Shot Down in Flames
3. Hell Ain't a Bad Place to Be
4. Sin City
5. Walk All Over You
6. Bad Boy Boogie

- Let There Be Rock: The Movie - Live in Paris CD 2

1. The Jack
2. Highway to Hell
3. Girls Got Rhythm
4. High Voltage
5. Whole Lotta Rosie
6. Rocker
7. Let There Be Rock

- Volts

1. Whole Lotta Rosie
2. Touch Too Much
3. If You Want Blood (You've Got It)
4. Back Seat Confidential
5. Get It Hot
6. Sin City
7. She's Got Balls
8. School Days
9. It's a Long Way to the Top (If You Wanna Rock 'n' Roll)
10. Ride On

- Back in Black (Remastered)

1. Hells Bells
2. Shoot to Thrill
3. What Do You Do for Money Honey
4. Givin' the Dog a Bone
5. Let Me Put My Love into You
6. Back in Black
7. You Shook Me All Night Long
8. Have a Drink on Me
9. Shake a Leg
10. Rock and Roll Ain't Noise Pollution